# Mimeresia unyoro
Mimeresia unyoro är en fjärilsart som beskrevs av Henry Stempffer 1961. Mimeresia unyoro ingår i släktet Mimeresia och familjen juvelvingar. Inga underarter finns listade i Catalogue of Life.